# Pereiras
Pereiras is een gemeente in de Braziliaanse deelstaat São Paulo. De gemeente telt 8.076 inwoners (schatting 2009).

## Aangrenzende gemeenten
De gemeente grenst aan Cesário Lange, Conchas, Laranjal Paulista en Porangaba.